# Elkton (Kentucky)
Elkton település az Amerikai Egyesült Államok Kentucky államában. Todd megyében, melynek megyeszékhelye is. Lakosainak száma 2056 fő (2020. április 1.).

## Népesség
A település népességének változása:

| 2010 | 2 062 |
| 2020 | 2 056 |